# 湖北省十堰市人民检察院
湖北省十堰市人民检察院是中华人民共和国湖北省十堰市的检察机关。

## 历史沿革
1978年12月21日，中共十堰二汽党委通知，开始筹建十堰市人民检察院。1979年3月20日，十堰市人民检察院正式成立，在何家沟市公安局审查站内办公，暂设审查批捕组、法经检察组和办公室。1981年1月，办公地址迁至朝阳路市人民医院对面。

## 机构设置
- 办公室
- 政治部
- 行政装备处
- 计财处
- 职务犯罪检察部
- 侦查监督部公诉部
- 未成年人检察部
- 刑事审判监督部
- 民事检察部
- 行政检察部
- 刑事执行检察部
- 控告申诉部（含举报中心、案件管理办公室）
- 法律政策研究室
- 监察处
- 人民监督员办公室
- 司法警察支队

直属单位
- 湖北省检察官学院十堰分院

## 历任领导
历任检察长
| 姓名   | 任期                  | 备注  |
| ------ | --------------------- | ----- |
| 罗金昌 | 1998年12月－2005年1月 |       |
| 白章龙 | 2005年1月－2016年1月  |       |
| 李学武 | 2017年3月－2021年12月 | [ 2 ] |
| 刘少军 | 2022年1月－           |       |